# Onthophagus kachinicus
Onthophagus kachinicus là một loài bọ cánh cứng trong họ Bọ hung (Scarabaeidae).